# Elena Popea
Elena Popea (n. 15 aprilie 1879, Brașov, Austro-Ungaria – d. 19 iunie 1941, București, România) a fost o pictoriță română.

## Biografie
Elena Popea s-a născut la Brașov în 1879, tatăl său fiind Ioan Popea (1839-1903), cunoscut profesor la gimnaziul român din Brașov și frate al episcopului Nicolae Popea (1826-1908).
După terminarea studiilor secundare în Brașov a studiat filologia la Leipzig și apoi pictura la Berlin, la Academia de artă feminină din München (Damenakademie⁠(de)[traduceți]) și în coloniile artistice de la Landsberg am Lech și Stornberg See, unde i-a avut profesori pe Angelo Jank⁠(de)[traduceți], Jordan Jakob și Caroline Kempter⁠(de)[traduceți].
Își continuă studiile de arte plastice la Paris cu Lucien Simon și, după Primul Război Mondial, cu André Lhote la Academia particulară de pictură din Montparnasse.
Debutul expozițional al Elenei Popea are loc în anul 1905 prin participarea la „Expoziția națională” organizată de Societatea ASTRA la Sibiu. Expune ulterior atât în țară, la București și Cluj (Tinerimea artistică, Salonul oficial), cât și în străinătate, la Paris - Salonului Independenților, la Muzeul Jeu de Paume, Londra, la Galeriile Claridge și Amsterdam.
Între anii 1921-1926 devine eleva lui Andre Lhote și frecventează Academia lui Andre Lhote din rue d'Odessa.
Sursele de inspirație le-a găsit în împrejurimile Branului și Clujului, unde își petrecea perioada de vară, cât și în numeroasele călătorii pe care le-a realizat: Londra (1927), Olanda (1928), Italia (1929, 1934), Spania (1932), Norvegia și Danemarca (1935), Grecia, Siria, Palestina, Egipt (1937) și Scoția (1938).
Picturile sale sunt expuse în numeroase muzee din România: Muzeul Național de Artă al României, Muzeul Național Brukenthal din Sibiu, Muzeul de Artă din Brașov, Muzeul de Artă Cluj-Napoca, Muzeul Municipiului București, Muzeul Județean de Artă Prahova „Ion Ionescu-Quintus”, Muzeul de Artă din Constanța.
În anul 1975 a avut o retrospectivă la Muzeul de Artă din Cluj-Napoca.

## Legături externe

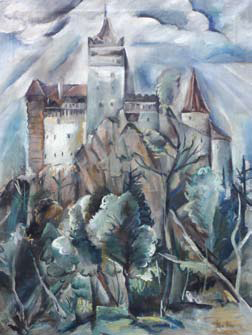
Elena Popea - Castelul Bran, Muzeul de Artă Brașov
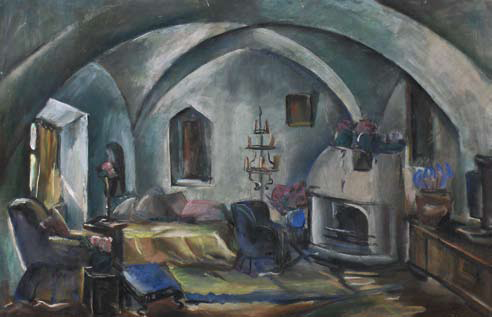
Elena Popea - Interior din castelul Bran, Muzeul de Artă Constanța
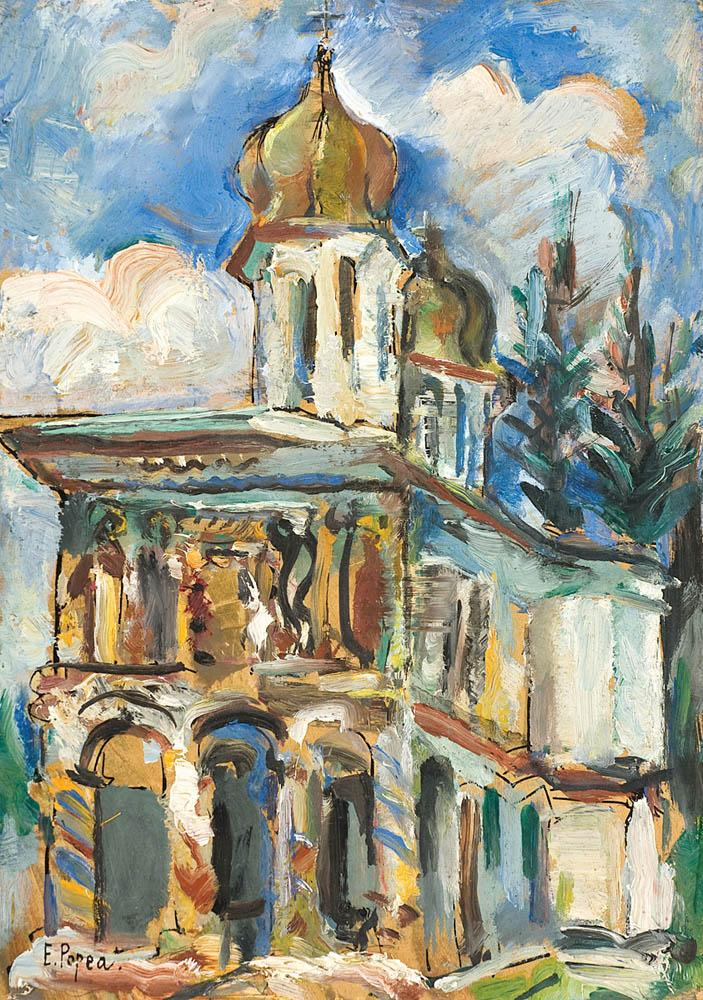
Elena Popea - Biserica din Campulung - Muscel, colecție particulară
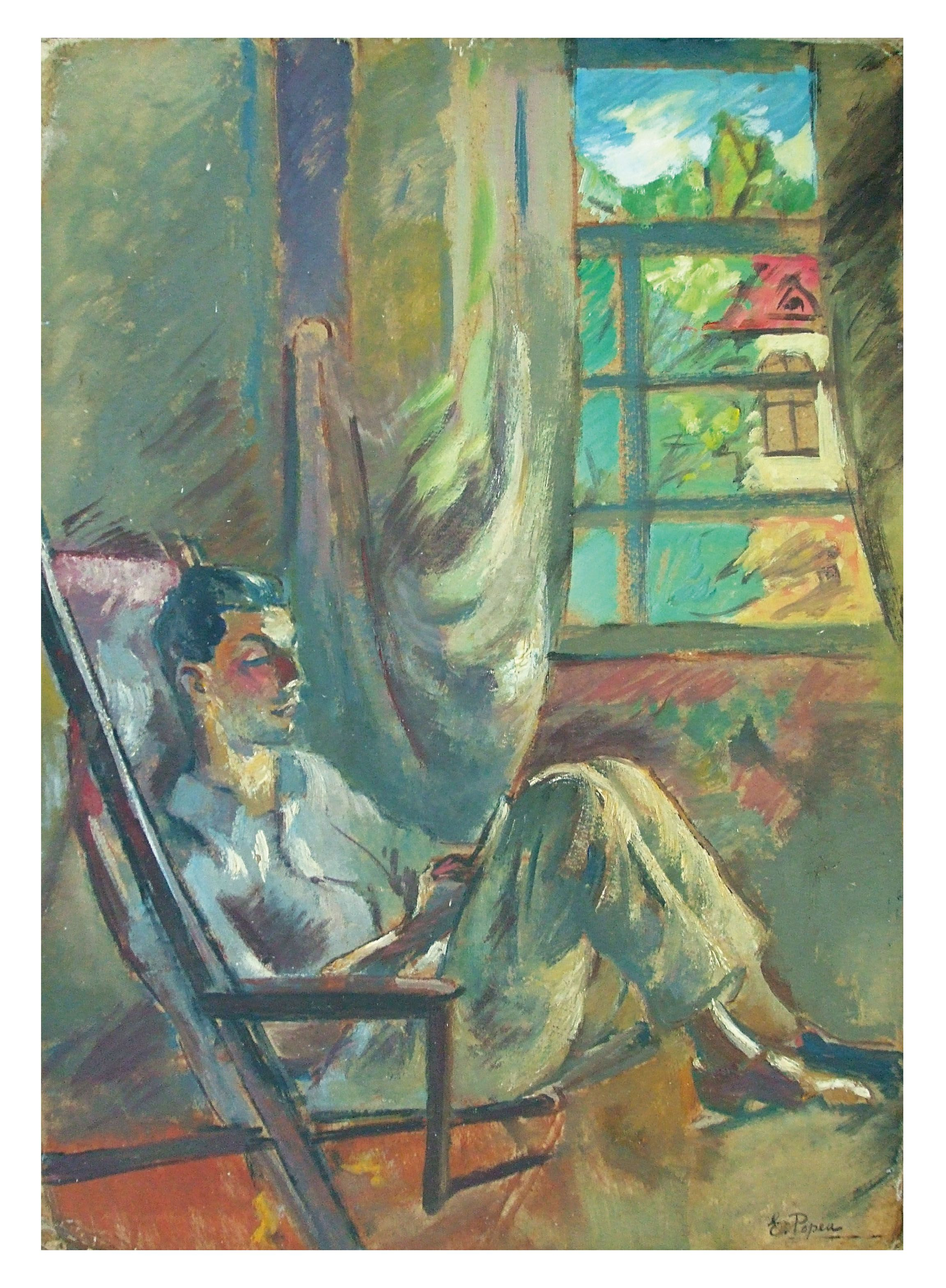
Elena Popea - Lectura
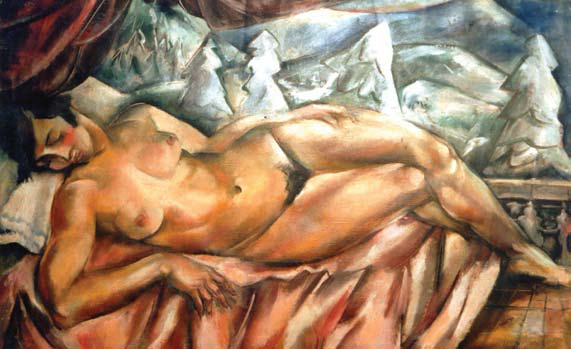
Elena Popea - Nud, Muzeul Municipiului București
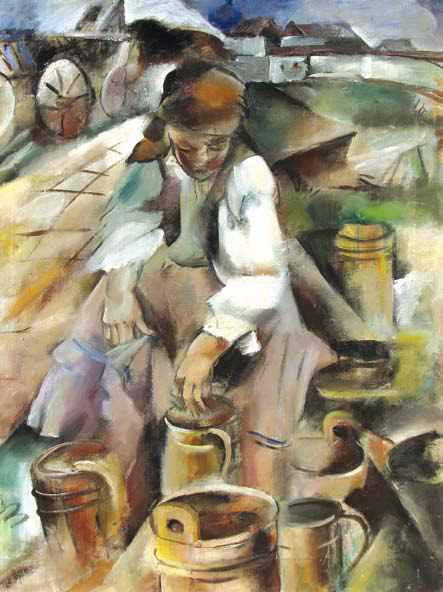
Elena Popea - Țărancă cu cofe, Muzeul Național Brukenthal Sibiu